# Attalea piassabossu
Attalea piassabossu är en enhjärtbladig växtart som beskrevs av Gregório Gregorievich Bondar. Attalea piassabossu ingår i släktet Attalea och familjen Arecaceae. Inga underarter finns listade i Catalogue of Life.